# Boyle (cráter)
Boyle es un cráter de impacto que se encuentra en el accidentado hemisferio sur del lado oculto de la Luna, junto al cráter de mayor tamaño Hess situado hacia el sureste, y aproximadamente a mitad de camino entre los cráteres Alder al norte-noreste y Abbe al sursudoeste.

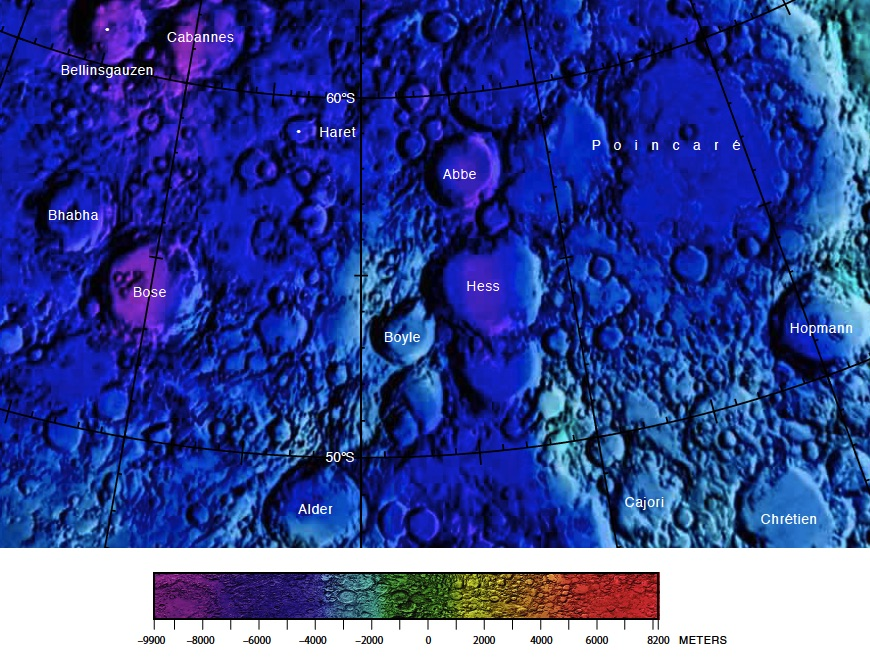
Localización de Boyle (centro de la imagen)

El borde exterior de Boyle es casi circular, y muestra algunos hundimientos en todo el interior. La mayor parte de la borde es afilada y muestra poca apariencia de desgaste debido a impactos posteriores. El borde sur, sin embargo, está cubierto por un agrietamiento de anchura irregular en la superficie que sigue un curso de este a oeste a lo largo del contorno. También hay una formación de superposición de pequeños cráteres en la estrecha franja de terreno que une a Boyle con Hess.
El interior del cráter es relativamente plano, con una elevación suave en el centro, alineada con una formación rectilínea orientada de suroeste a noreste. Se localiza un pequeño cráter cerca del borde oriental, pero el interior no presenta otros signos de identificación particulares.

## Cráteres satélite

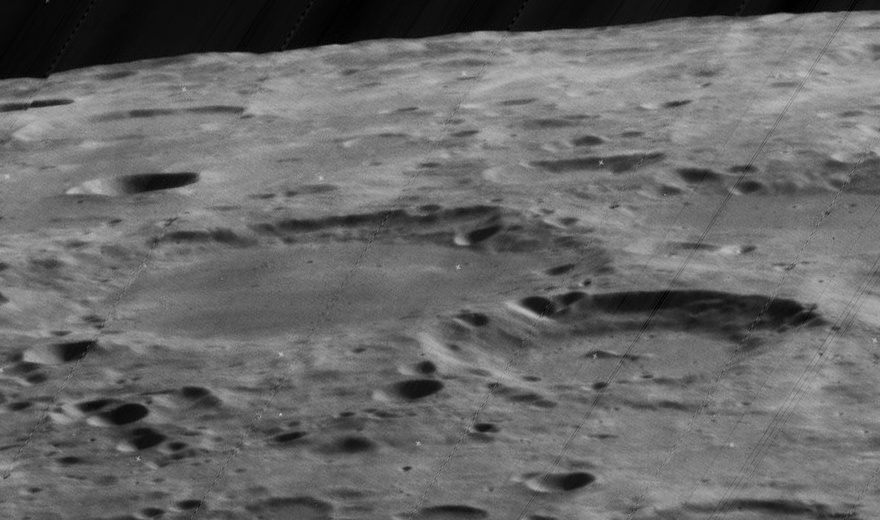
Vista oblicua del cráter Hess (centro izquierda) y Boyle (centro derecha), desde el oeste. Imagen del Lunar Orbiter 5

Por convención estos elementos son identificados en los mapas lunares poniendo la letra en el lado del punto medio del cráter que está más cerca de Boyle.
|       | \| Boyle \| Coordenadas \| Diámetro \| \| ----- \| ------------------------------- \| -------- \| \| A \| 50°48′S 178°18′E / -50.8, 178.3 \| 21 km \| \| Z \| 51°18′S 177°42′E / -51.3, 177.7 \| 52 km \| |          |
| Boyle | Coordenadas | Diámetro |
| A     | 50°48′S 178°18′E / -50.8, 178.3 | 21 km    |
| Z     | 51°18′S 177°42′E / -51.3, 177.7 | 52 km    |